# 达鲁瓦
达鲁瓦（法語：Darois，法語發音：[daʁwa]）是法国科多尔省的一个市镇，位于该省东部，属于第戎区。

## 地理
达鲁瓦（47°23'28"N, 4°56'22"E）面积8.12 平方千米，位于法国勃艮第-弗朗什-孔泰大區科多尔省，该省份为法国中东部省份，北起奥布省，西接涅夫勒省和约讷省，南至索恩-卢瓦尔省，东南接汝拉省，东临上索恩省，东北部与上马恩省接壤。
与达鲁瓦接壤的市镇（或旧市镇、城区）包括：埃托勒、代镇、普勒努瓦、瓦勒叙宗、欧特维尔莱第戎。
达鲁瓦的时区为UTC+01:00、UTC+02:00（夏令时）。

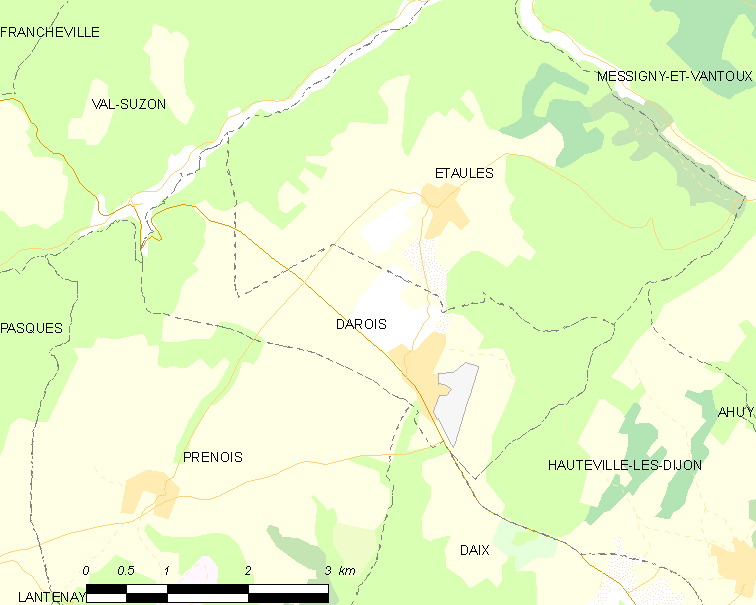
达鲁瓦的OSM定位图

## 行政
达鲁瓦的邮政编码为21121，INSEE市镇编码为21227。

## 政治
达鲁瓦所属的省级选区为方丹莱第戎县。

## 交通
科多尔省省道D104线、D104I线和D971线经过境内。

## 人口

1962-2008年间达鲁瓦人口变化图示

达鲁瓦于2022年1月1日时的人口数量为490人。